# Holmträsket (Sorsele socken, Lappland, 727250-160993)
Holmträsket är en sjö i Sorsele kommun i Lappland och ingår i Skellefteälvens huvudavrinningsområde. Sjön har en area på 1,73 kvadratkilometer och ligger 424 meter över havet. Sjön avvattnas av vattendraget Lobbelbäcken.

## Delavrinningsområde
Holmträsket ingår i det delavrinningsområde (727353-160877) som SMHI kallar för Utloppet av Holmträsket. Medelhöjden är 427 meter över havet och ytan är 6,29 kvadratkilometer. Det finns inga avrinningsområden uppströms utan avrinningsområdet är högsta punkten. Lobbelbäcken som avvattnar avrinningsområdet har biflödesordning 2, vilket innebär att vattnet flödar genom totalt 2 vattendrag innan det når havet efter 192 kilometer. Avrinningsområdet består mestadels av skog (29 procent) och sankmarker (43 procent). Avrinningsområdet har 1,73 kvadratkilometer vattenytor vilket ger det en sjöprocent på 27,5 procent.